# Телеутська сільська рада
Телеу́тська сільська рада (рос. Телеутский сельский совет) — сільське поселення у складі Каменського району Алтайського краю Росії.
Адміністративний центр — село Вітренно-Телеутське.

## Населення
Населення — 273 особи (2019; 331 в 2010, 609 у 2002).

## Склад
До складу сільської ради входять:
| Населений пункт              | Населення, осіб (2002) | Населення, осіб (2010) |
| ---------------------------- | ---------------------- | ---------------------- |
| Вітренно-Телеутське, село    | 458                    | 277                    |
| Підвітренно-Телеутське, село | 151                    | 54                     |